# Готфрид I фон Куик

Графство Арнсберг (внизу зелёным).

Го́тфрид фон Ку́ик (нем. Gottfried von Cuyk; 1101/1108 год — до 1162 года) — граф Арнсберга с 1130 года, из рода Куик.

## Биография
Сын Хендрика ван Куика (умер 1108 году) и его жены Альверадис фон Хохштаден (умерла не ранее 1131 года), наследницы Мобаха, вальдграфства Оснинг и фогтства в Зосте. Племянник Андреаса ван Куика — епископа Утрехта (1128—1139) и Готфрида ван Куика, избранного в 1131 году архиепископом Кёльна. Брат Германа ван Куика (умер 1167 году), штадтграфа Утрехта.
Родился между 1100 (когда поженились его родители) и 1109 годами (учитывая год смерти отца). Вероятно, ближе к последней дате, принимая во внимание время первой и второй женитьбы.
В ходе феодальных войн Готфрид и его брат Герман («Godofrido et fratre eius Herimanno de Kuc») в засаде под Утрехтом 26 октября 1132 года подкараулили и убили Флориса Чёрного — претендента на графский трон Голландии. В наказание император Лотарь (дядя убитого) конфисковал их родовые владения (Annalista Saxo 1136 году), но позднее они были возвращены королём Конрадом III.

## Семья
В 1129 году Готфрид женился на Иде (Ютте) фон Арнсберг (умерла не ранее 1154 года), наследнице графства Арнсберг.
Вторым браком был женат на Хайлвиг ван Ренен (умерла после 1178 года), дочери Годфрида ванн Ренена и его первой жены Софии ван Беммель.
Дети (от первой жены):
- Генрих I (умер 1203 году), граф Арнсберга и Ритберга,
- Альверада, наследница Мальсена, жена Оттона I, графа Бентхейма.
- Адельхейда (умерла после 1200 года), жена графа Альтены Эберхарда I фон Берга.
- Ютта, аббатиса в Херфорде (1146/1155 год)
- не известная по имени дочь, жена графа Германа II фон Фирнебурга.
- Фридрих фон Арнсберг (умер в тюрьме 1164/65 год).

В документе, датированном 3 февраля 1162 года, графом Арнсберга назван сын Готфрида Генрих («…comes Heinricus et Frithericus frater eius de Arnesberge…»). Значит, сам он к тому времени уже умер.